# Winter-Asienspiele 2025/Teilnehmer (Bahrain)
| Gelbes Symbol für Goldmedaillen mit stilisierten Olympischen Ringen | Graues Symbol für Silbermedaillen mit stilisierten Olympischen Ringen | Braundes Symbol für Bronzemedaillen mit stilisierten Olympischen Ringen |
| ------------------------------------------------------------------- | --------------------------------------------------------------------- | ----------------------------------------------------------------------- |
| —                                                                   | —                                                                     | —                                                                       |

Bahrain nahm an den Winter-Asienspiele 2025 in Harbin teil.

## Teilnehmer nach Sportarten

### Eishockey
| Wettbewerb    | Männer |
| ------------- | --- |
| Athleten      | Abdulla Aladhab Mohamed Al Atwi Rashed Al Bahri Abdulla Al Marzooqi Abdulla Al Mutawa Rashed Al Mutlaq Yousif Al Salah Salman Al Thawadi Ali Majeed Ali Sameh Hegazi Abdullatif Hejres Ammar Husain Abdulla Janahi Ahmed Waleed Masaud Abdulla Sayer Salman Sulaibeekh Abdulla Turki Abdulrahman Turki |
| Gruppenphase  | Singapur (1:20) Kirgisistan (0:29) Kuwait (0:34) |
| Zwischenrunde | Macau (4:3 n. V.) |
| Viertelfinale | ausgeschieden |
| Halbfinale    | ausgeschieden |
| Finale        | ausgeschieden |
| Rang          | 13 |